# William Gibson

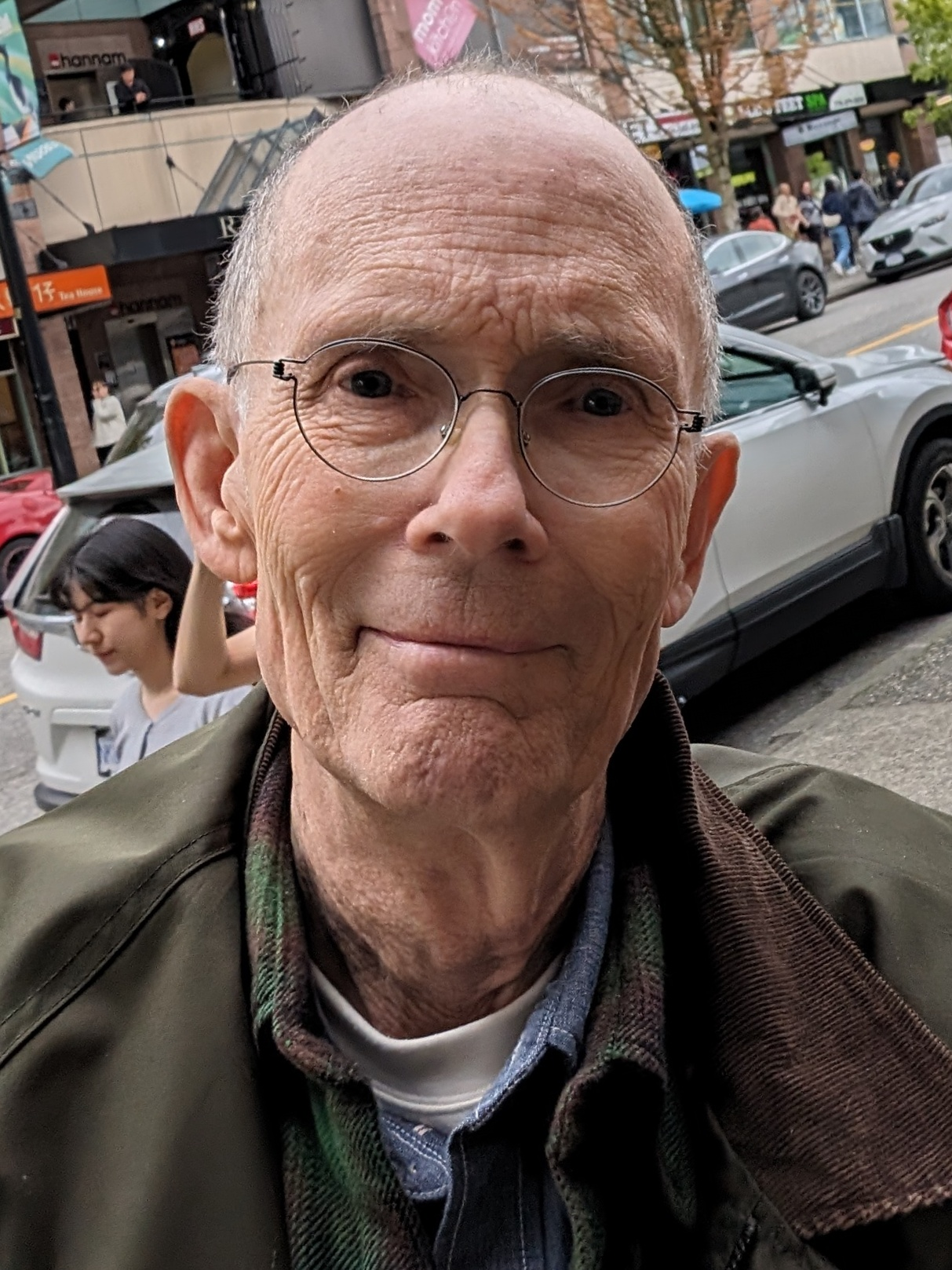
William Gibson (2024)

William Ford Gibson (* 17. März 1948 in Conway, South Carolina) ist ein US-amerikanischer, in Kanada lebender Science-Fiction-Autor. Bekannt wurde er mit seinem 1984 erschienenen Roman Neuromancer, der mehrere der bedeutendsten SF-Preise erhielt, darunter den Philip K. Dick Award, den Nebula Award und den Hugo Award. In diesem Buch prägte er unter anderem den Begriff Cyberspace, der seitdem häufig für elektronische Netze wie das World Wide Web verwendet wird, sowie das Subgenre des Cyberpunk und den Begriff der Matrix, die durch ein globales Informationsnetzwerk gebildet wird und so den Cyberspace ermöglicht.

## Leben
William Ford Gibson wurde als einziger Sohn eines höheren Managers einer Baufirma geboren. Einhergehend mit der Stelle des Vaters musste die Familie häufig umziehen, während der Vater oft zusätzlich auf Dienstreisen unterwegs war. Als Gibson sechs Jahre alt war, erstickte sein Vater während einer solchen Dienstreise in einem Restaurant an seinem Essen, und die nun verwitwete Mutter zog mit ihm in das Dorf in Südwest-Virginia, aus dem sie und Gibsons Vater stammten.
Als Gibson 15 Jahre alt war, schickte ihn seine Mutter in ein Jungeninternat in Arizona. In Gibsons 18. Lebensjahr starb seine Mutter, und einige Zeit später verließ er die Schule ohne einen Abschluss. 1967 zog er nach Kanada um, wo er in engem Kontakt mit vielen fahnenflüchtigen Amerikanern stand, die sich der Einberufung zum Vietnamkrieg entzogen. Nach eigenen Angaben fühlte er sich in deren Gesellschaft nie völlig wohl, weil er deren Hintergrund nicht teilte und jederzeit in die USA zurückgehen konnte. 1972 zog er mit seiner Freundin und heutigen Frau nach Vancouver, British Columbia, wo er an der University of British Columbia einen Hochschulabschluss in Englisch machte. Gibson lebt noch heute mit seiner Frau und zwei Kindern in Vancouver.
Im Jahr 1999 wurde die Dokumentation No Maps for These Territories über Gibson veröffentlicht. 2008 wurde er in die Science Fiction Hall of Fame aufgenommen.
2019 wurde ihm der Damon Knight Memorial Grand Master Award verliehen.

## Werke

### Romane
- Neuromancer-Trilogie (Sprawl trilogy)
  - Neuromancer (1984)
  - Biochips (Count Zero, 1986)
  - Mona Lisa Overdrive (1988)
- Die Differenzmaschine (The Difference Engine, 1990, zusammen mit Bruce Sterling)
- Idoru-Trilogie (Bridge trilogy)
  - Virtuelles Licht (Virtual Light, 1993)
  - Idoru (1996)
  - Futurematic (All Tomorrow's Parties, 1999)
- Bigend-Trilogie (Blue Ant trilogy)
  - Mustererkennung (Pattern Recognition, Berkley Books, New York 2004, ISBN 0-425-19293-8)
  - Quellcode (Spook Country, Berkley Books, New York 2009, ISBN 978-0-425-22671-1)
  - System Neustart[2] (Zero History, Penguin Books, London 2010, ISBN 978-0-670-91955-0)[3]
- Jackpot-Trilogie (Jackpot Trilogy)
  - Peripherie (The Peripheral, Berkley Books, New York 2019, ISBN 978-0-425-27623-5). Übersetzt von Cornelia Holfelder-von der Tann, Tropen 2016[4]
  - Agency (Agency, Berkley Books, New York 2020, ISBN 978-0-451-49098-8). Übersetzt von Cornelia Holfelder-von der Tann und Benjamin Mildner, Tropen 2020[5]
  - Der dritte Band der Trilogie ist noch nicht erschienen.[5]
- Archangel (2016)

### Kurzgeschichten
Eine Reihe von Kurzgeschichten wurden gesammelt unter dem Titel Burning Chrome (deutsch 1988 Cyberspace) veröffentlicht.
- Johnny Mnemonic (deutsch Der mnemonische Johnny) (spielt im Neuromancer-Universum)
- The Gernsback Continuum (deutsch Das Gernsback-Kontinuum)
- Fragments of a Hologram Rose (deutsch Fragmente einer Hologramm-Rose)
- The Belonging Kind (deutsch Zubehör) (in Zusammenarbeit mit John Shirley)
- Hinterlands (deutsch Hinterwäldler)
- Red Star Winter Orbit (deutsch Roter Stern, Winterorbit) (in Zusammenarbeit mit Bruce Sterling)
- New Rose Hotel (spielt im Neuromancer-Universum)
- Winter Market (deutsch Der Wintermarkt)
- Dogfight (deutsch Luftkampf) (in Zusammenarbeit mit Michael Swanwick)
- Burning Chrome (deutsch Chrom brennt) (spielt im Neuromancer-Universum)

### Sachbuch
- Distrust That Particular Flavor (2012)
  - Übersetzung Sara und Hannes Riffel: Misstrauen Sie dem unverwechselbaren Geschmack: Gedanken über die Zukunft als Gegenwart. Tropen Verlag, Stuttgart 2013, ISBN 978-3-608-50314-2

### Comics
- Archangel (2016- )

## Filmografie
Drehbücher
- 1992: Alien 3 – ungenannte Überarbeitung des Drehbuchs
- 1995: Vernetzt – Johnny Mnemonic
- Akte X – Die unheimlichen Fälle des FBI – Drehbücher zu den Episoden Kill Switch und First Person Shooter zusammen mit Tom Maddox

Literarische Vorlage
- 1998: New Rose Hotel (mit Christopher Walken, Willem Dafoe und Asia Argento)
- 2022: The Peripheral (Serie mit Chloë Grace Moretz, Gary Carr und Jack Reynor)

Darsteller
- 1993: Wild Palms (als er selbst)